# Hoplitis monstrabilis
Hoplitis monstrabilis là một loài Hymenoptera trong họ Megachilidae. Loài này được Tkalcu mô tả khoa học năm 2000.